# Franz Fiedler (Schauspieler)
Franz Max Bruno Fiedler (* 15. Februar 1902 in Spandau; † 6. Oktober 1965 in Berlin) war ein deutscher Schauspieler, Filmregisseur und Kulturfilm-Produzent.

## Leben
Er studierte an der Universität Berlin Germanistik und nahm anschließend Schauspielunterricht bei Friedrich Kayßler. Bis 1932 stand er auf verschiedenen Berliner Bühnen. Im April 1935 gründete er mit dem Aufnahmeleiter Georg Siebert die Sonne-Film Fiedler & Siebert OHG, die er 1939 als Sonne-Film Franz Fiedler und Alleininhaber fortführte, und stellte bis 1945 Kulturfilme her.
Ab 1931 wirkte er als Nebendarsteller in einigen Filmen, besonders Kurz-Spielfilmen, mit. 1944 führte er Regie bei dem Märchenfilm Der kleine Muck. Nach Kriegsende wurde Fiedler Direktor der Kammerspiele in Berlin-Spandau und 1950 Mitinhaber der Sonne-Film GmbH, für die er noch mehrere Kurz-Dokumentarfilme inszenierte.
Franz Fiedler war von 1927 bis 1961 mit der Schauspielerin Ruth Hoffmann verheiratet.

## Filmografie

### Schauspieler
- 1931: Einer Frau muß man alles verzeih'n
- 1931: Kadetten
- 1931: Der Mann, der seinen Mörder sucht
- 1936: Heiteres und Ernstes um den großen König (Kurz-Spielfilm)
- 1936: Ein netter Besuch (Kurz-Spielfilm)
- 1936: Was sagen Sie dazu? (Kurz-Spielfilm)
- 1936: Fuchs, Du hast die Gans gestohlen (Kurz-Spielfilm)
- 1937: Glück im Winkel (Kurz-Spielfilm)
- 1937: Großstadtzauber (Kurz-Spielfilm)
- 1937: Ferngespräch mit Hamburg (Kurz-Spielfilm)
- 1938: Hochzeitsnacht (Kurz-Spielfilm)
- 1938: Eine Tat mit Vorbedacht (Kurz-Spielfilm)
- 1939: Dienst am Kunden (Kurz-Spielfilm)
- 1938: Allzuviel ist ungesund (Kurz-Spielfilm)
- 1939: Die drei Smaragde (Kurz-Spielfilm)
- 1940: Der ungetreue Eckehart
- 1940/42: Der große König
- 1941: Sonntagskinder
- 1952: Mein Herz darfst Du nicht fragen
- 1963: Meine Frau Susanne (Fernsehserie, Folge: Unruhiger Nachmittag)

### Regisseur/Produzent (Auswahl)
- 1935: Kinderlieder (Kulturfilm), NS-Filmprädikat: künstlerisch wertvoll, volksbildend[5]
- 1936: Zauber der Musik (Kulturfilm), NS-Filmprädikat: künstlerisch wertvoll, volksbildend[6]
- 1937: Ein Kindertraum (Kulturfilm), NS-Filmprädikat: volksbildend[7]
- 1938: Wer macht mit? (Kulturfilm), NS-Filmprädikat: staatspolitisch wertvoll, volksbildend[8]
- 1938: Machet auf das Tor (Kulturfilm), NS-Filmprädikat: volksbildend[9]
- 1938: Die Uhr ist nicht mein Herr! (Kulturfilm), NS-Filmprädikat: volksbildend[10]
- 1938: Kleiner Bummel durch Berlin (Kulturfilm), NS-Filmprädikat: volksbildend[11]
- 1939: Askanien (Kulturfilm), NS-Filmprädikat: volksbildend[12]
- 1939: Berliner Luft (Kulturfilm), NS-Filmprädikate: künstlerisch wertvoll, volksbildend[13]
- 1940: Wasserburgen in Westfalen (Kulturfilm), NS-Filmprädikat: volksbildend[14]
- 1940: Wir fischten im Nördlichen Eismeer (Kulturfilm), NS-Filmprädikat: volksbildend[15]
- 1944: Der kleine Muck, NS-Filmprädikat: anerkennenswert[16]
- 1950: Alt-Berlin (Kurz-Dokumentarfilm)
- 1952: Ich bracht' es so im Wandern mit (Kurz-Dokumentarfilm)
- 1953: Der verzauberte Königssohn
- 1956: Urlaub in den Bergen (Dokumentarfilm)
- 1959: Ausflug in die Vergangenheit (Kurz-Dokumentarfilm)
- 1961: Käthe Kollwitz (Kurz-Dokumentarfilm)

### Produzent (Auswahl)
- 1939: Kleiner Streifzug durch Dalmatien (Kulturfilm), NS-Filmprädikat: volksbildend[17]